# 프란시스쿠스 유니우스 (아버지)

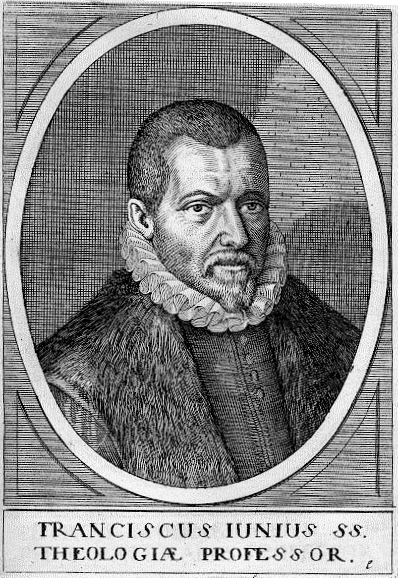
프란시스쿠스 유니우스

프란시스쿠스 유니우스 ( Franciscus Junius ; 1545년 5월 1일 - 1602년 10월 23일 )는 개혁주의 학자로 신학자이다. 프랑스 중부에 부루지에서 태어나 법학을 공부했지만, 후에 제네바에 있는 존 칼빈과 테오도르 드 베즈 밑에서 신학을 연구하였다.
안트베르펜에서 목회자가 되었으나 1567년에 하이델베르크로 가게되었다. 성경을 라틴어로 번역하였고 그의 저서 <참된 신학에 관하여>는 개혁주의 스콜라주의에서 교재로 사용되곤 한다. 이 책에서 그는 최초로 신학의 서문(Prolegomena)를 발전시켰고, 신학을 두 가지로 나뉘었는 데, 전형(archetype)과 각인(ectype)으로 나뉘어 생각하는 방식을 소개하였다.

## 아르미니우스주의에 반대
1592년에 레이던 대학교에 부름을 받아 종종 아르미니우스를 만나며 1597년까지 27번의 회신을 왕래하였다. 아르미니우스는 구원론의 뼈대에 반개혁주의적 형태를 가지려고 노력을 하였다. 반면에 유니우스는 개혁주의를 고수하였다. 아르미니우스는 하나님이 죄의 조성자가 아님을 강조하였다. 유니우스는 테오도르 드 베즈로부터 완전한 타락전 선택설을 가져왔다. 반면에 아르미니우스는 칼빈과 베자의 예정설을 받아들일 수 없었다.

## 저서
- 참된 신학이란 무엇인가 ( 한병수 옮김, 부흥과 개혁사, 2016)

1. ↑  Fesko, J. V., 1970-. 〈3〉. 《The theology of the Westminster standards : historical context and theological insights》. Wheaton, Illinois. 81쪽. ISBN 978-1-4335-3311-2.
2. ↑  Partee, Charles; Arminius, James; Nichols, James; Nichols, William (1988). “The Works of James Arminius.”. 《Sixteenth Century Journal》 19 (1): 127. doi:10.2307/2540980. ISSN 0361-0160.